# Saruma
Saruma é um género botânico monotípico, pertencente à família Aristolochiaceae, cuja única espécie validamente descrita é Saruma henryi, um endemismo da China, onde ocorre em Gansu, Guizhou, Hubei, Jiangxi, Shaanxi, e Sichuan.

## Descrição
Saruma henryi é uma espécie de erva perene que cresce a partir de um sistema de rizomas. O caule ereto tem até um metro de altura. As folhas em forma de coração têm até 15 por 13 centímetros. Produz flores amareladas ou amarelo-esverdeadas. O fruto é um folículo.

## Galeria

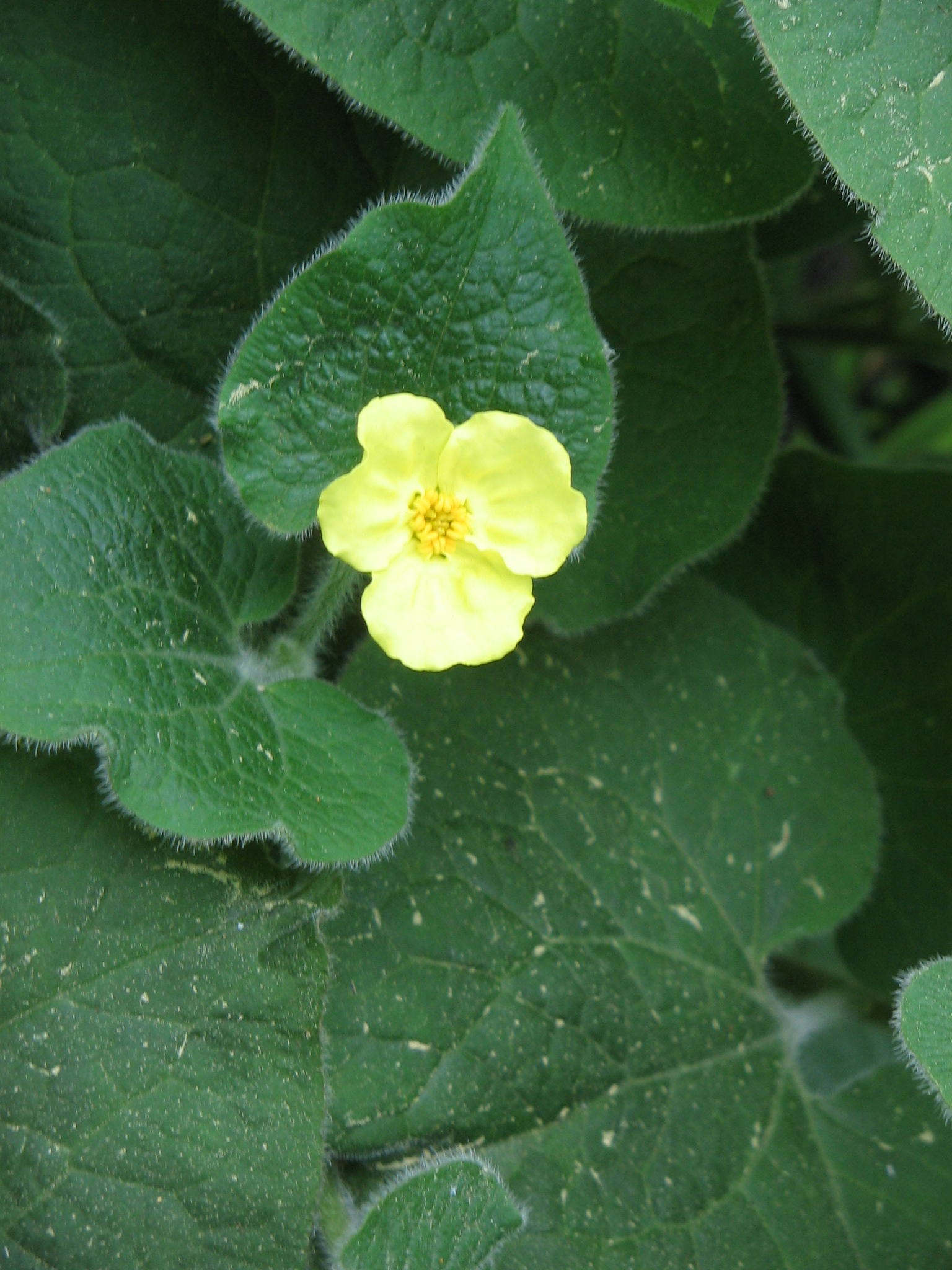
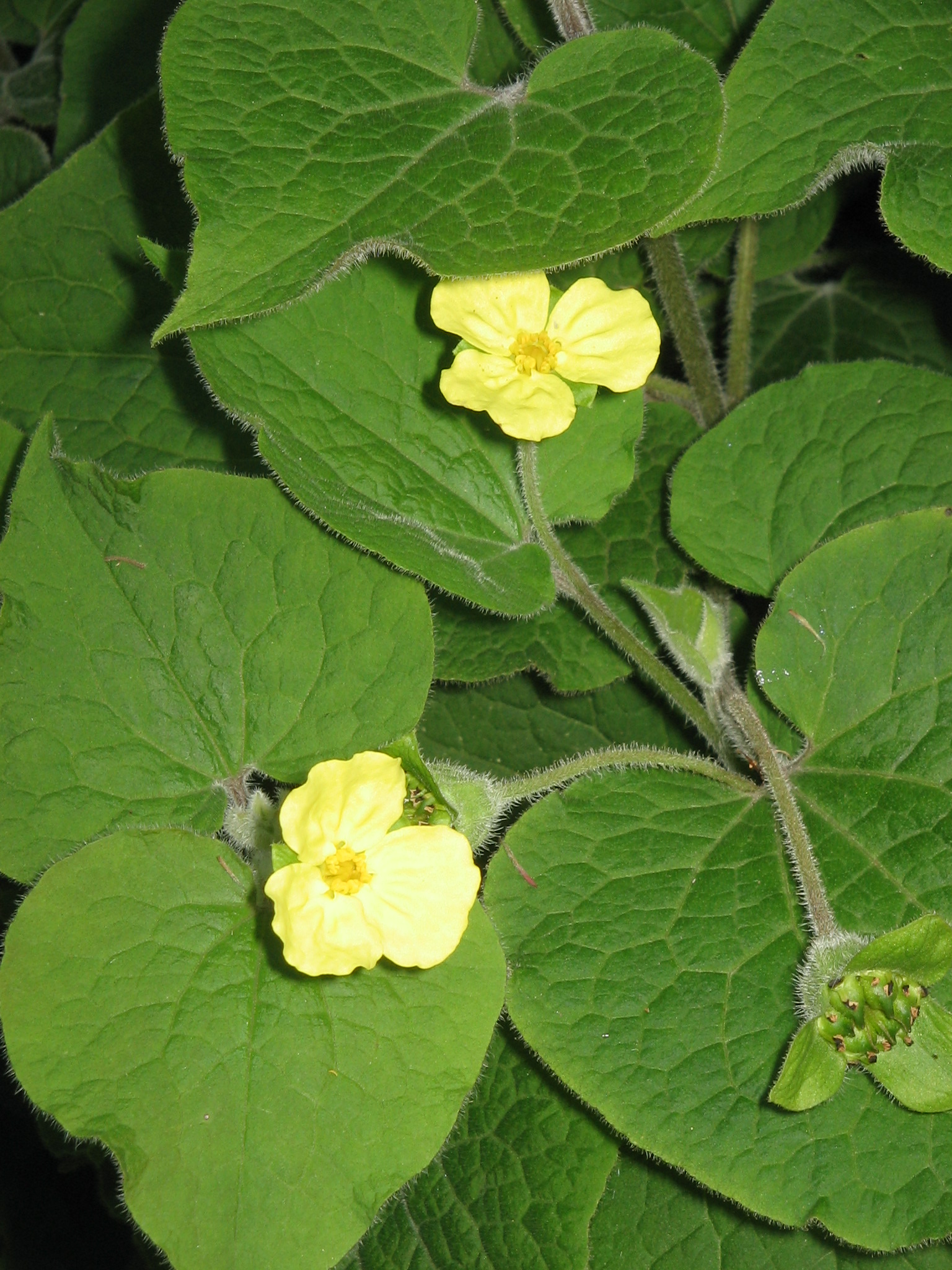
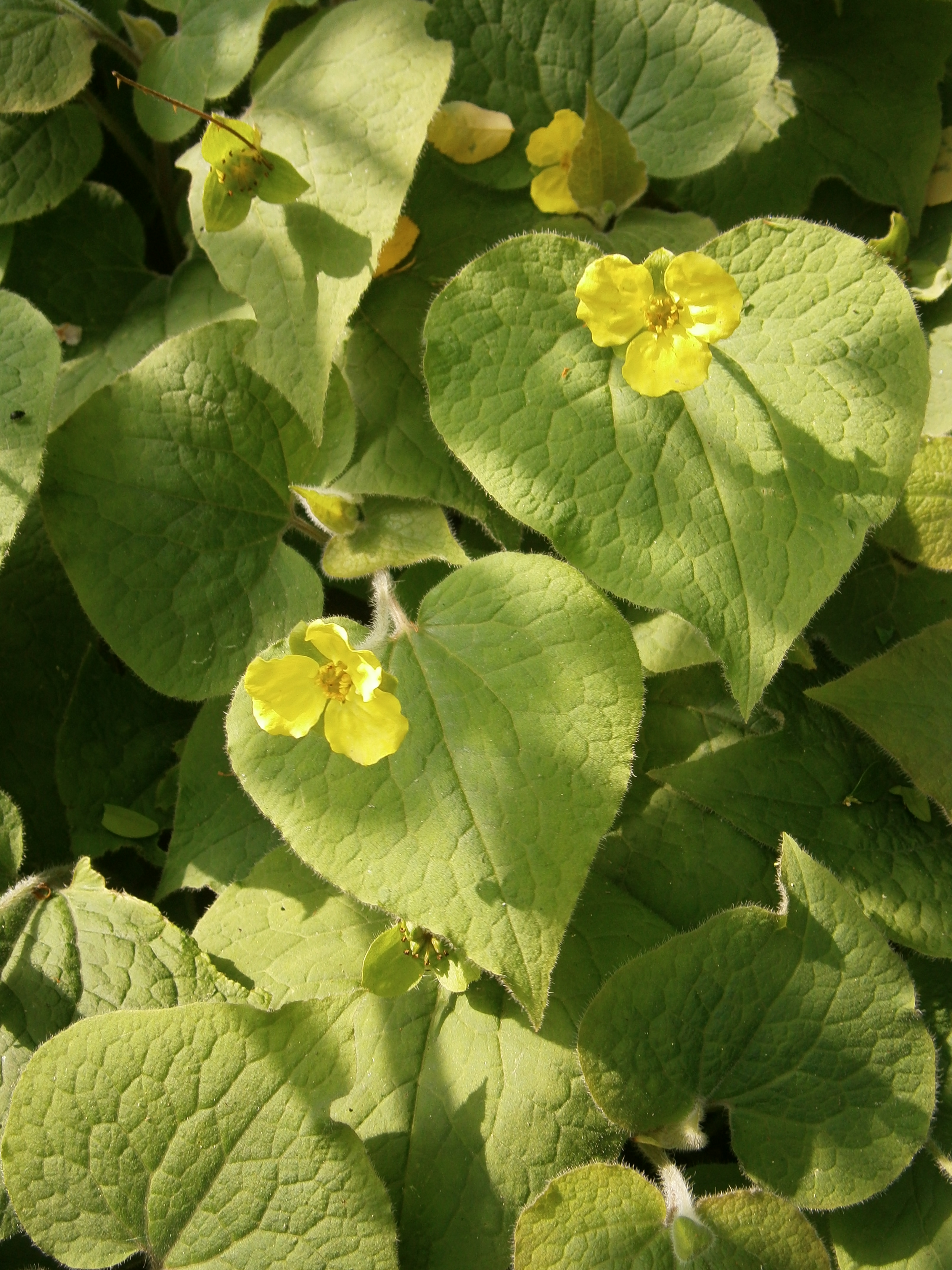